# Кечмания 24
„Кечмания 24“ (на английски: WrestleMania XXIV, WrestleMania 24) е турнир на Световната федерация по кеч. Турнирът е pay-per-view и се провежда на 30 март 2008 на Ситръс Боул в Орландо, Флорида.

## Мачове
| #    | Мачове                                                                                            | вид на мача                                                                             | Време |
| ---- | ------------------------------------------------------------------------------------------------- | --------------------------------------------------------------------------------------- | ----- |
| Дарк | Кейн победи като елиминира последно Марк Хенри                                                    | Меле между 24 кечиста, победителя получава мач за титлата на ECW по-късно същата вечер. | 06:50 |
| 1    | Джон Брадшоу Лейфийлд победи Финли (с Хорнсуогъл)                                                 | Белфастка битка                                                                         | 08:35 |
| 2    | Си Ем Пънк победи Шелтън Бенджамин, Крис Джерико, Карлито, Ем Ви Пи, Мистър Кенеди и Джон Морисън | Мач със стълби за Договора в куфарчето                                                  | 13:55 |
| 3    | Батиста (представя Разбиване) победи Умага (представя Първична сила)                              | Битка между шоутата                                                                     | 07:06 |
| 4    | Кейн победи Чаво Гереро                                                                           | Мач за титлата на ECW                                                                   | 0:08  |
| 5    | Шон Майкълс победи Рик Флеър                                                                      | Ако Флеър загуби трябва да прекрати кариерата си.                                       | 20:23 |
| 6    | Бет Финикс и Мелина (със Сантино Марела) победиха Мария и Ашли                                    | Плейбой Бънимания мач с дърварки (Lumberjill match)                                     | 05:56 |
| 7    | Ренди Ортън (c) победи Джон Сина и Трите Хикса                                                    | Мач тройна заплаха за титлата на федерацията                                            | 14:09 |
| 8    | Флойд Мейуедър победи Грамадата с нокаут                                                          | Мач без дисквалификации                                                                 | 11:36 |
| 9    | Гробаря победи Острието (с Кърт Хокинс, Зак Райдър и Вики Гиреро                                  | Мач за титлата в тежка категория                                                        | 23:50 |